# Fantoom in Foe-lai
Fantoom in Foe-lai is een misdaadroman uit 1958 van Robert van Gulik. Het boek behoort tot zijn Rechter Tie-serie. De verhalen uit deze serie spelen in de zevende eeuw na Christus.

## Verhaal
Dit is chronologisch gezien het eerst verhaal in de Rechter Tie serie en begint met zijn benoeming als magistraat in Foe-lai, als opvolger van een vermoorde rechter. Onderweg van de hoofdstad naar Foe-lai, wordt hij overvallen door twee struikrovers, maar in het gevecht dat volgt respecteren beide partijen elkaar. En wel zodanig dat deze heren, Ma Joeng en Tsjiao Tai bij de rechter in dienst treden en hem in vrijwel elk van de volgende verhalen ook zullen ondersteunen.
In dit verhaal lopen, zoals vaker bij Rechter Tie, drie verhalen door elkaar, aangeduid als "De moord op de Magistraat”, “De Verdwenen Bruid” en “De Gekeeld klerk”. Dankzij zijn doortastendheid en redeneervermogen slaagt Rechter Tie er in de moord op zijn voorganger op te lossen. Deze blijkt bedoeld om een omvangrijke goudsmokkel te maskeren die Rechter Tie ook oplost, met als climax een religieuze plechtigheid in een Boeddhistische tempel. Onderweg heeft hij dan ook al de verdwenen bruid teruggevonden en de moord op de klerk opgelost.

## Vormgeving
De Chinese staatsman Tie-Jen-Tsjiè is een historische figuur, die van 630 tot 700 leefde. Hij stond bij zijn volk bekend als een scherpzinnig speurder, en leeft als zodanig in talloze vertellingen voort. De sinoloog Robert van Gulik heeft dit gegeven als basis voor zijn Rechter Tie-serie gebruikt.
Ook bij Fantoom in Foe-lai heeft Van Gulik zijn fictieve plot in de Chinese samenleving van Tie's tijd gebed. Een van de aspecten daarvan is het religieuze aspect, dat hier vooral aan de orde komt in de slotscènes waarbij een Boeddhistisch beeld en tempel een hoofdrol spelen.
Maar het sleutelkenmerk van alle Rechter Tie-mysteries is, dat Van Gulik zijn lezers volledig laat delen in de wiskundige precisie waarmee hij Rechter Tie zijn complexe plotten laat oplossen. De illustraties in Chinese stijl, van Van Gulik zelf, mogen hierbij niet onvermeld blijven.